# アレクセイ・クジミツキー
アレクセイ・アレクセーエヴィチ・クジミツキー（ロシア語: Алексей Алексеевич Кузьмицкий、ラテン文字転写の例：Aleksei Alekseevich Kuzmitsky、1967年8月5日 - ）は、ロシアの政治家。2007年5月23日から2011年2月25日までカムチャツカ地方知事を務めた。シベリアのケメロヴォ州ベローヴァ（ビローヴォ）出身。
1992年サンクトペテルブルク電子技術大学（サンクトペテルブルク電子工科大学）を卒業する。大学卒業後、2001年までプスコフで技術者として働く。この間、1999年にはサンクトペテルブルク技術経済アカデミーの通信教育課程（財政金融コース）を卒業している。
2002年いくつかの公共団体勤務を経て、2005年北西公共行政アカデミーで国家地方マネージメントなど行政に関する高等教育を修めた後、カムチャツカ州副知事に就任した。2007年ミハイル・マシコフツェフの後任としてカムチャツカ地方知事に任命される。2008年にはロシア連邦下院のメンバーにも選出されている。